# Mount Wilbanks
Mount Wilbanks är ett berg i Antarktis. Det ligger i Västantarktis. Inget land gör anspråk på området. Toppen på Mount Wilbanks är 328 meter över havet.
Terrängen runt Mount Wilbanks är platt åt sydost, men åt nordväst är den kuperad. Trakten är obefolkad. Det finns inga samhällen i närheten.